# E512
För andra betydelser, se E512 (olika betydelser).
E512 eller Europaväg 512 är en 80 km lång europaväg som går från Remiremont till Mulhouse i Frankrike. 

## Sträckning
Remiremont - Mulhouse

## Standard
Vägen är landsväg hela sträckan.

## Anslutningar till andra europavägar
- E23
- E54
- E60